# Escut de Beuda
L'escut oficial de Beuda és un dels símbols d'aquest municipi i es descriu mitjançant el següent blasonament:
Escut caironat: de sinople, una creu potençada de gules, perfilada d'or i cantonada d'una mola d'or, d'una flor de lis d'argent, d'una altra flor de lis d'argent i d'una clau d'or en pal, amb la dent a dalt i mirant a la destra. Per timbre, una corona de poble.

## Disseny
La composició de l'escut està formada sobre un fons en forma de quadrat recolzat sobre un dels seus vèrtexs, anomenat escut caironat, segons la configuració difosa a Catalunya i d'altres indrets de l'antiga Corona d'Aragó i adoptada per l'administració a les seves especificacions per al disseny oficial dels municipis dels ens locals. És de color verd (sinople), amb la representació heràldica d'una creu potençada de color vermell (de gules) amb la vora de color groc (perfilada d'or). A cada cantó de la creu hi ha, de dalt a baix i d'esquerra a dreta pel que l'observa: una mola de color groc (or), una flor de lis de color blanc o gris clar (argent), una altra flor de lis de color blanc o gris clar (argent) i una clau d'or dreta (en pal), amb la dent a dalt i mirant a l'esquerra de l'observador (a la destra).
L'escut està acompanyat a la part superior d'un timbre en forma de corona mural, que és l'adoptada pel Departament de Governació d'Administracions Locals de la Generalitat de Catalunya per timbrar genèricament els escuts dels municipis. En aquest cas, es tracta d'una corona mural de poble, que bàsicament és un llenç de muralla groc (or) amb portes i finestres de color negre (tancat de sable), amb quatre torres merletades, de les quals se'n veuen tres.

## Història
L'Ajuntament va acordar en ple iniciar l'expedient d'adopció de l'escut el dia 27 de març de 2008. Després dels tràmits reglamentaris, l'escut es va aprovar el 6 de maig de 2009 i fou publicat al DOGC número 5.383 el 20 de maig de 2009.
Es tracta d'un escut de nova creació que s'ha volgut representatiu dels diversos nuclis que conformen el municipi. La creu potençada al·ludeix a l'orde del Sant Sepulcre, que té la seu al monestir de Palera; la mola és l'atribut del martiri de sant Feliu, patró de Beuda; les flors de lis són el símbol de Maria, patrona de Palera i de Segueró, mentre que la clau és el senyal de sant Pere, patró de Lligordà.

### Antic escut de Beuda

Antic escut de Beuda

Anteriorment a l'oficialització del seu escut, Beuda n'utilitzava un altre. Era vermell (de gules), amb un bou blanc o gris clar (d' argent) i amb una bordura de peces blanques o gris clar (d' argent). El fet que hi hagi un bou era un senyal parlant del nom del poble, atès que aquest s'ha documentat amb el nom de Boveta i Bobeta, malgrat que probablement fou una errada en escriure Bebeta.